# 梶山和洋
梶山 和洋（かじやま かずひろ、1987年5月12日 - ）は、岡山県倉敷市出身の日本の高校野球指導者。
将来は県知事を目指している。最低でも市長にはなりたい。
mbtiはISFPである。

## 経歴
倉敷商業高校時代は、主将を務めるも2005年夏は岡山県大会で3回戦敗退。
高校卒業後は松山大学に進学し、野球を継続しながら教員免許を取得。
在学中はローソンでアルバイトの経験を積んだ。
大学卒業後の2010年から母校の倉敷商業高校の講師を務め、岡山県内の岡山御津高校、市立玉野商業高校等でも教鞭を執り、野球の指導にあたる。
2017年に教員、野球部コーチとして再度倉敷商業高校に赴任。2019年夏からは32歳にして監督に就任。その年の秋の中国大会において同校初の優勝をし、第50回明治神宮野球大会に出場。翌2020年春開催の第92回選抜高等学校野球大会出場を決めるも、新型コロナウイルスの大流行により同大会が中止となり、同年夏開催の代替大会・2020年甲子園高校野球交流試合に出場。翌2021年夏の岡山県大会で優勝し、9年ぶり11度目の選手権大会出場を決め、第103回全国高等学校野球選手権大会に出場。
2023年には「心✕技✕体✕頭＝倉商野球」を出版している。

## 著書
- 心×技×体×頭＝倉商野球（2023年・竹書房）